# Sidney van den Bergh
Sidney van den Bergh (Wassenaar, 20 de maio de 1929) é um astrônomo neerlando-canadense aposentado.

## Biografia
Van den Bergh dermostrou interesse pela ciência desde cedo, aprendendo a ler com livros sobre astronomia. Além de se interessar por astronomia, também gostava de geologia e arqueologia. Seus pais lhe deram livros de ciências, um telescópio e um microscópio, embora desejassem que ele seguisse uma carreira mais prática e seguisse a astronomia apenas como hobby. Ele estudou na Universidade de Leiden, nos Países Baixou, de 1947 a 1948. Em sequida, engressou na Universidade de Princeton com bolsa de estudos, onde recebeu seu AB em 1950. Em dezembro de 1950, ele estava morando em Columbus, Ohio e evidenciando um interesse em astronomia. Ele obteve seu mestrado pela Universidade Estadual de Ohio (1952) e seu doutorado pela Universidade de Göttingen (1956).
Van den Bergh assumiu um cargo de professor na Universidade Estadual de Ohio de 1956 a 1958 antes de se mudar para Toronto em 1958, onde passou a primeira parte de sua carreira no Observatório David Dunlap (DDO) da Universidade de Toronto. No DDO, ele liderou inovações que incluíram: expansão das instalações, utilização de computadores e fotometria multicolorida. Embora suas áreas de foco tenham incluído a lua e outras partes do Sistema Solar, ele é mais conhecido por seu trabalho em astronomia extragaláctica, no qual publicou descobertas originais e revisões de nebulosas, aglomerados estelares, estrelas variáveis, supernovas e, mais recentemente, uma atualização da idade estimada do universo. Ele descobriu a Andrômeda II.
A segunda parte de sua carreira começou em 1978 em Victoria, British Columbia, no Observatório Astrofísico Dominion, onde foi nomeado diretor em 1977 e assumiu o cargo em 1978, permanecendo nessa posição até 1986, quando se aposentou e assumiu o novo papel de principal oficial de pesquisa. Ele ocupou o cargo de presidente da Sociedade Astronômica Canadense e de vice-presidente da União Astronômica Internacional de 1972 a 1982.X
A partir de 1982, Van den Bergh começou a servir como presidente e presidente do conselho da Telescópio Canadá-França-Havaí no Havaí.

## Condecorações
- Eleito Membro da Royal Society (1988)
- Primeira Medalha de Ciência do Presidente do Conselho Nacional de Pesquisa  (1988)[1]
- Henry Norris Russell Lectureship (1990)
- Prêmio Killam (1990)[2]
- Nomeado oficial da Ordem do Canadá (1994)[1]
- Prêmio Carlyle S. Beals (1998)
- Medalha Catherine Wolfe Bruce Gold (2008)
- Prêmio Gruber de Cosmologia (2014)[7]

## Epônimos
- 4230 van den Bergh, um asteroide distante de Hildan[6]
- Cometa Van den Bergh (descoberto por Van den Bergh em 1974)[1]